# Communauté d’agglomération Lisieux Normandie
Die Communauté d’agglomération Lisieux Normandie ist ein französischer Gemeindeverband mit der Rechtsform einer Communauté d’agglomération im Département Calvados in der Region Normandie. Sie wurde am 2. Dezember 2016 gegründet und umfasst 53 Gemeinden (Stand: 1. Januar 2019). Der Verwaltungssitz befindet sich in der Stadt Lisieux.

## Historische Entwicklung
Der Gemeindeverband entstand mit Wirkung vom 1. Januar 2017 durch die Fusion der Vorgängerorganisationen
- Lintercom Lisieux-Pays d’Auge-Normandie,
- Communauté de communes du Pays de Livarot,
- Communauté de communes du Pays de l’Orbiquet,
- Communauté de communes de la Vallée d’Auge und
- Communauté de communes des Trois Rivières.

Gleichzeitig wurden die Communes nouvelles
- Belle Vie en Auge
- Méry-Bissières-en-Auge
- Mézidon-Vallée-d’Auge und
- Saint-Pierre-en-Auge

gebildet und damit die Anzahl der zuvor selbstständigen Gemeinden deutlich reduziert.
Mit Wirkung vom 1. Januar 2018 traten sechs Gemeinden der aufgelösten Communauté de communes de Cambremer dem hiesigen Gemeindeverband bei. Dadurch erhöhte sich die Anzahl der Mitgliedsgemeinden von 48 auf 54.
Mit Wirkung vom 1. Januar 2019 wurden die bis dahin selbstständigen Gemeinden Cambremer und Saint-Laurent-du-Mont zur Commune nouvelle Cambremer zusammengelegt, die in den Gemeindeverband aufgenommen wurde. Dies reduzierte die Anzahl seiner Gemeinden von 54 auf 53.

## Mitgliedsgemeinden
| Gemeinde                                     | Einwohner 1. Januar 2022 | Fläche km² | Dichte Einw./km² | Code INSEE | Postleitzahl |
| -------------------------------------------- | ------------------------ | ---------- | ---------------- | ---------- | ------------ |
| Belle Vie en Auge                            | 545                      | 23,57      | 23               | 14527      | 14270        |
| Beuvillers                                   | 1.301                    | 4,92       | 264              | 14069      | 14100        |
| Cambremer                                    | 1.307                    | 27,05      | 48               | 14126      | 14340        |
| Castillon-en-Auge                            | 164                      | 7,23       | 23               | 14141      | 14140        |
| Cernay                                       | 138                      | 5,82       | 24               | 14147      | 14290        |
| Coquainvilliers                              | 844                      | 11,90      | 71               | 14177      | 14130        |
| Cordebugle                                   | 163                      | 8,97       | 18               | 14179      | 14100        |
| Courtonne-la-Meurdrac                        | 684                      | 12,69      | 54               | 14193      | 14100        |
| Courtonne-les-Deux-Églises                   | 629                      | 13,68      | 46               | 14194      | 14290        |
| Fauguernon                                   | 228                      | 7,41       | 31               | 14260      | 14100        |
| Firfol                                       | 367                      | 5,01       | 73               | 14270      | 14100        |
| Fumichon                                     | 268                      | 6,63       | 40               | 14293      | 14590        |
| Glos                                         | 924                      | 12,93      | 71               | 14303      | 14100        |
| Hermival-les-Vaux                            | 860                      | 13,76      | 63               | 14326      | 14100        |
| L’Hôtellerie                                 | 318                      | 5,74       | 55               | 14334      | 14100        |
| La Boissière                                 | 188                      | 2,02       | 93               | 14082      | 14340        |
| La Folletière-Abenon                         | 140                      | 10,75      | 13               | 14273      | 14290        |
| La Houblonnière                              | 325                      | 7,10       | 46               | 14337      | 14340        |
| La Vespière-Friardel                         | 1.181                    | 18,04      | 65               | 14740      | 14290        |
| Le Mesnil-Eudes                              | 250                      | 8,42       | 30               | 14419      | 14100        |
| Le Mesnil-Guillaume                          | 558                      | 3,85       | 145              | 14421      | 14100        |
| Le Mesnil-Simon                              | 157                      | 9,59       | 16               | 14425      | 14140        |
| Le Pin                                       | 806                      | 11,53      | 70               | 14504      | 14590        |
| Le Pré-d’Auge                                | 849                      | 10,72      | 79               | 14520      | 14340        |
| Les Monceaux                                 | 211                      | 3,72       | 57               | 14435      | 14100        |
| Lessard-et-le-Chêne                          | 155                      | 10,09      | 15               | 14362      | 14140        |
| Lisieux                                      | 19.540                   | 13,07      | 1.495            | 14366      | 14100        |
| Lisores                                      | 259                      | 11,91      | 22               | 14368      | 14140        |
| Livarot-Pays-d’Auge                          | 6.183                    | 180,83     | 34               | 14371      | 14140        |
| Marolles                                     | 737                      | 12,22      | 60               | 14403      | 14100        |
| Méry-Bissières-en-Auge                       | 1.082                    | 9,12       | 119              | 14410      | 14370        |
| Mézidon Vallée d’Auge                        | 9.678                    | 103,18     | 94               | 14431      | 14270        |
| Montreuil-en-Auge                            | 65                       | 3,37       | 19               | 14448      | 14340        |
| Moyaux                                       | 1.369                    | 16,23      | 84               | 14460      | 14590        |
| Notre-Dame-d’Estrées-Corbon                  | 198                      | 11,52      | 17               | 14474      | 14340        |
| Notre-Dame-de-Livaye                         | 107                      | 2,67       | 40               | 14473      | 14340        |
| Orbec                                        | 1.963                    | 10,14      | 194              | 14478      | 14290        |
| Ouilly-du-Houley                             | 254                      | 8,92       | 28               | 14484      | 14590        |
| Ouilly-le-Vicomte                            | 759                      | 7,73       | 98               | 14487      | 14100        |
| Prêtreville                                  | 390                      | 11,23      | 35               | 14522      | 14140        |
| Rocques                                      | 286                      | 6,14       | 47               | 14540      | 14100        |
| Saint-Denis-de-Mailloc                       | 301                      | 4,25       | 71               | 14571      | 14100        |
| Saint-Désir                                  | 1.772                    | 19,35      | 92               | 14574      | 14100        |
| Saint-Germain-de-Livet                       | 698                      | 16,41      | 43               | 14582      | 14100        |
| Saint-Jean-de-Livet                          | 238                      | 3,47       | 69               | 14595      | 14100        |
| Saint-Martin-de-Bienfaite-la-Cressonnière    | 530                      | 11,55      | 46               | 14621      | 14290        |
| Saint-Martin-de-la-Lieue                     | 767                      | 8,40       | 91               | 14625      | 14100        |
| Saint-Martin-de-Mailloc                      | 999                      | 7,17       | 139              | 14626      | 14100        |
| Saint-Ouen-le-Pin                            | 256                      | 5,59       | 46               | 14639      | 14340        |
| Saint-Pierre-des-Ifs                         | 453                      | 11,16      | 41               | 14648      | 14100        |
| Saint-Pierre-en-Auge                         | 7.265                    | 144,97     | 50               | 14654      | 14170        |
| Val-de-Vie                                   | 509                      | 19,17      | 27               | 14576      | 14140        |
| Valorbiquet                                  | 2.465                    | 28,66      | 86               | 14570      | 14290        |
| Communauté d’agglomération Lisieux Normandie | 72.683                   | 951,57     | 76               | –          | –            |